# West Village

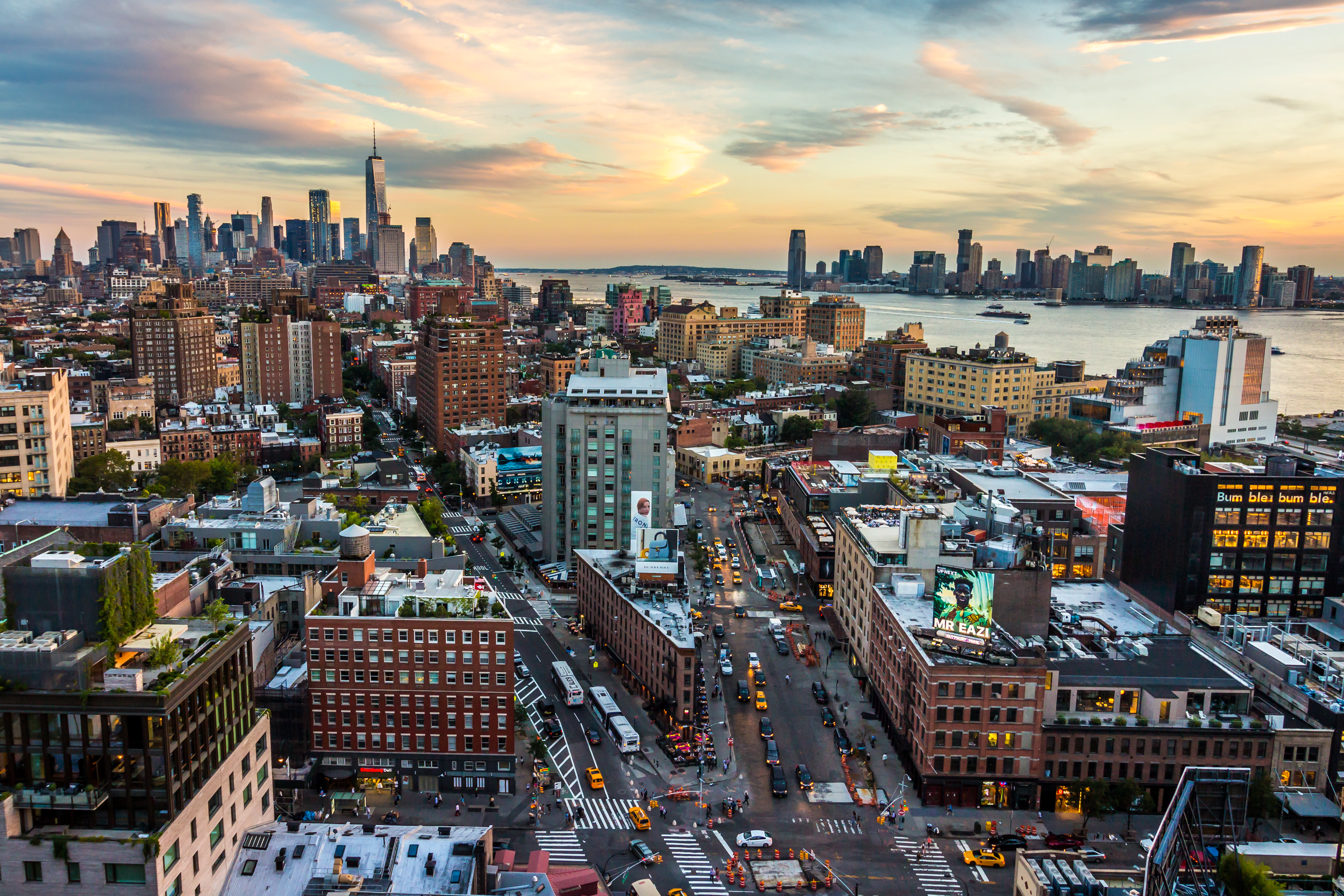
West Village, Zusammentreffen von Hudson Street (links) und Ninth Avenue, Blick nach Süden

West Village ist der westliche Teil des Stadtteils Greenwich Village im Stadtbezirk (Borough) Manhattan in New York City. Das Viertel hatte 2020 laut United States Census inklusive Meatpacking District eine Einwohnerzahl von 34.924 auf einer Fläche von rund 1,25 km². West Village ist Teil des Manhattan Community District 2 und gehört zum 6. Bezirk des New Yorker Polizeidepartements.

## Lage

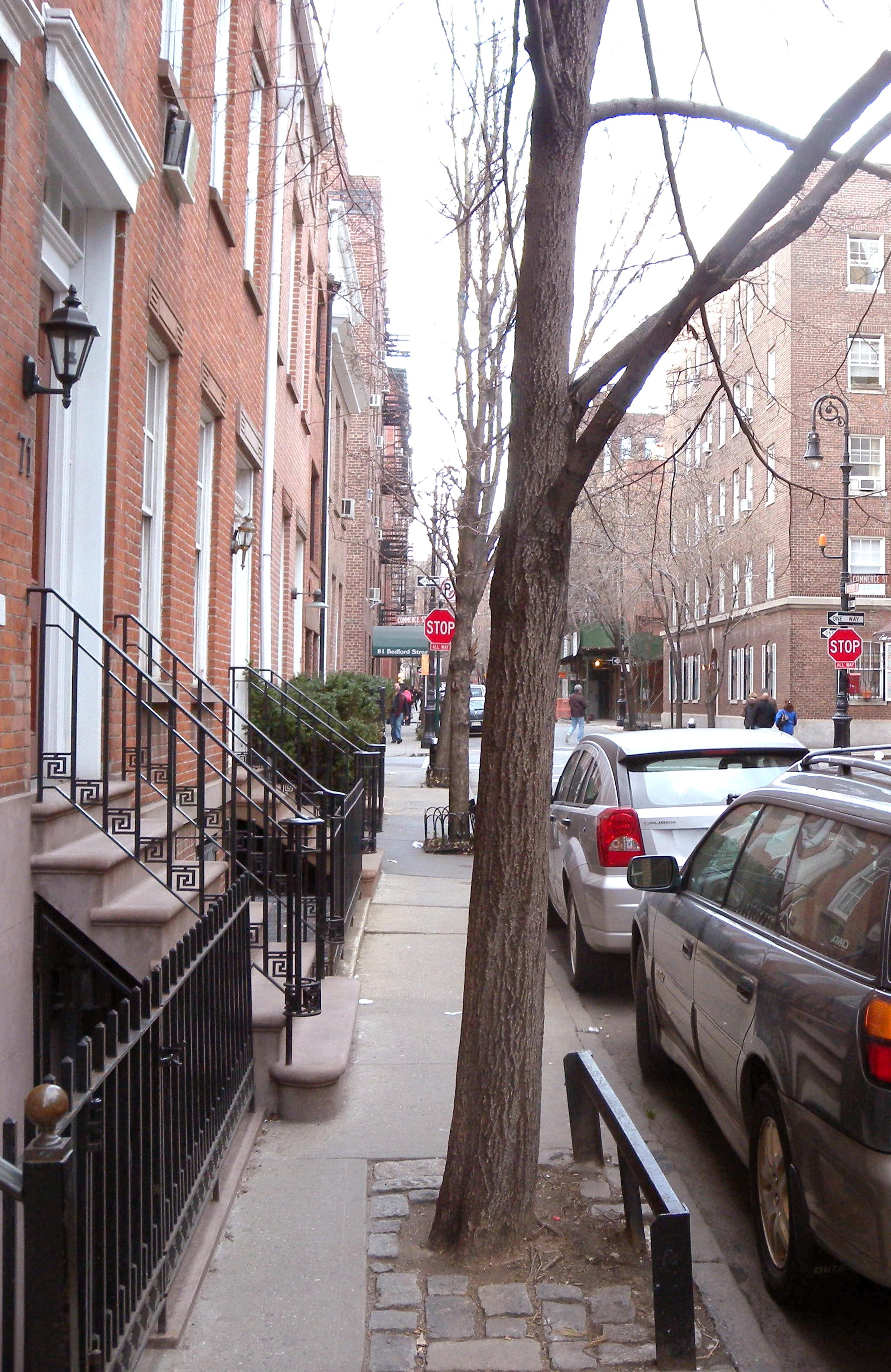
Eine der vergleichsweise schmalen Straßen im West Village aus dem 19. Jahrhundert

Die Grenzen der Stadtteile und Viertel sind in New York offiziell nicht genau festgelegt. West Village erstreckt sich aber im Allgemeinen von der 14th Street zur Houston Street und vom Hudson River zur Sixth Avenue. Seltener wird die Seventh Avenue als östliche Grenze genannt. Der westlichste Teil Far West Village erstreckt sich vom Hudson River bis zur Hudson Street zwischen der Gansevoort Street im Norden und der Leroy Street im Süden. Angrenzende Stadtteile und Viertel sind Meatpacking District und Chelsea im Norden, Hudson Square im Süden und der östliche Teil von Greenwich Village mit dem Washington Square Park und dem Wohnviertel South Village im Osten. West Village besteht überwiegend aus Wohnungen mit einer Vielzahl kleiner Restaurants, Läden und Dienstleistungen.

## Geschichte
Seit 1916 unter dem Namen „Little Bohemia“ bekannt, kann man noch heute erkennen, dass das West Village einst ein Zentrum der Bohème auf der West Side war – mit klassischen Künstler-Lofts (Westbeth Artists Community) und den neuen Wohn-Hochhäusern des berühmten New Yorker Architekten Richard Meier, die dem Hudson River zugewandt sind (173-176 Perry Street). Trotz der Gentrifizierung des Viertels in jüngerer Zeit, hat sich das Viertel noch einen Rest an künstlerischem Flair bewahrt.
Ein wichtiges Ereignis in der Emanzipationsgeschichte Homosexueller ereignete sich im West Village: Damals führte die Polizei immer wieder gewalttätige Razzien in Kneipen mit homosexuellem Publikum durch, bis es zum ersten Aufstand Homosexueller und anderer sexueller Minderheiten gegen die Polizeiwillkür kam: In der Bar Stonewall Inn in der Christopher Street fand in den frühen Morgenstunden des 28. Juni 1969 der sogenannte Stonewall-Aufstand statt. Es folgten tagelange Straßenschlachten zwischen Homosexuellen und Polizei. Jedes Jahr wird im Sommer dieses Ereignis mit dem Christopher Street Day gefeiert – inzwischen in vielen Städten weltweit.
Die High Line ist eine 2009 eröffnete Parkanlage auf einer stillgelegten Hochbahntrasse, die das West Village mit den Kunstgalerien im nördlichen Chelsea und den Hudson Yards verbindet. Die ehemalige Hochbahn-Strecke verläuft parallel zur Tenth Avenue, wobei sie diese mit einer Überquerung zwischen der 16th und 17th Street von der Ost- auf die Westseite der Tenth Avenue wechselt. Früher wurden über diese Strecke Güter in die Stadt gebracht, doch inzwischen war sie lange außer Betrieb. Statt dieses Bauwerk abzureißen, entschied sich die Stadt, das Bauwerk stehen zu lassen und als Park umzunutzen.

## Städtebauliche Struktur
Die Straßen des Viertels fallen aus dem üblichen Raster Manhattans, da sie schräg zu anderen Straßen Manhattans verlaufen, was manchmal sowohl Touristen als auch New Yorker verwirrt. Die Straßen wurden parallel bzw. vertikal zum Hudson River angelegt, noch bevor der Commissioners’ Plan von 1811 die allgemeine Stadtstruktur im bekannten rechtwinkligen Raster für die folgenden Teile der Stadt festschrieb.
Auch Straßen, denen im 19. Jahrhundert Nummern zugewiesen wurden, um sie in das Raster einzupassen, verwirren teilweise mehr als dass sie Klarheit schaffen. So kreuzt die West 4th Street (früher: Asylum Street) die West 10th Street, West 11th Street und die West 12th Street, um an der Kreuzung mit der West 13th Street zu enden. Weiter nördlich Richtung Greenwich Street trennen drei Blocks die West 12th Street von der Little West 12th Street, welche umgekehrt einen Block südlich von der West 13th Street verläuft.
Das Bild des Meatpacking Districts (bzw. „Gansevoort Historic District“) am nördlichen Ende dieses Viertels ist inzwischen von angesagten Boutiquen und Nachtclubs geprägt. Auch das Far West Village gehört zum West Village und erstreckt sich vom Hudson River zur Hudson Street.

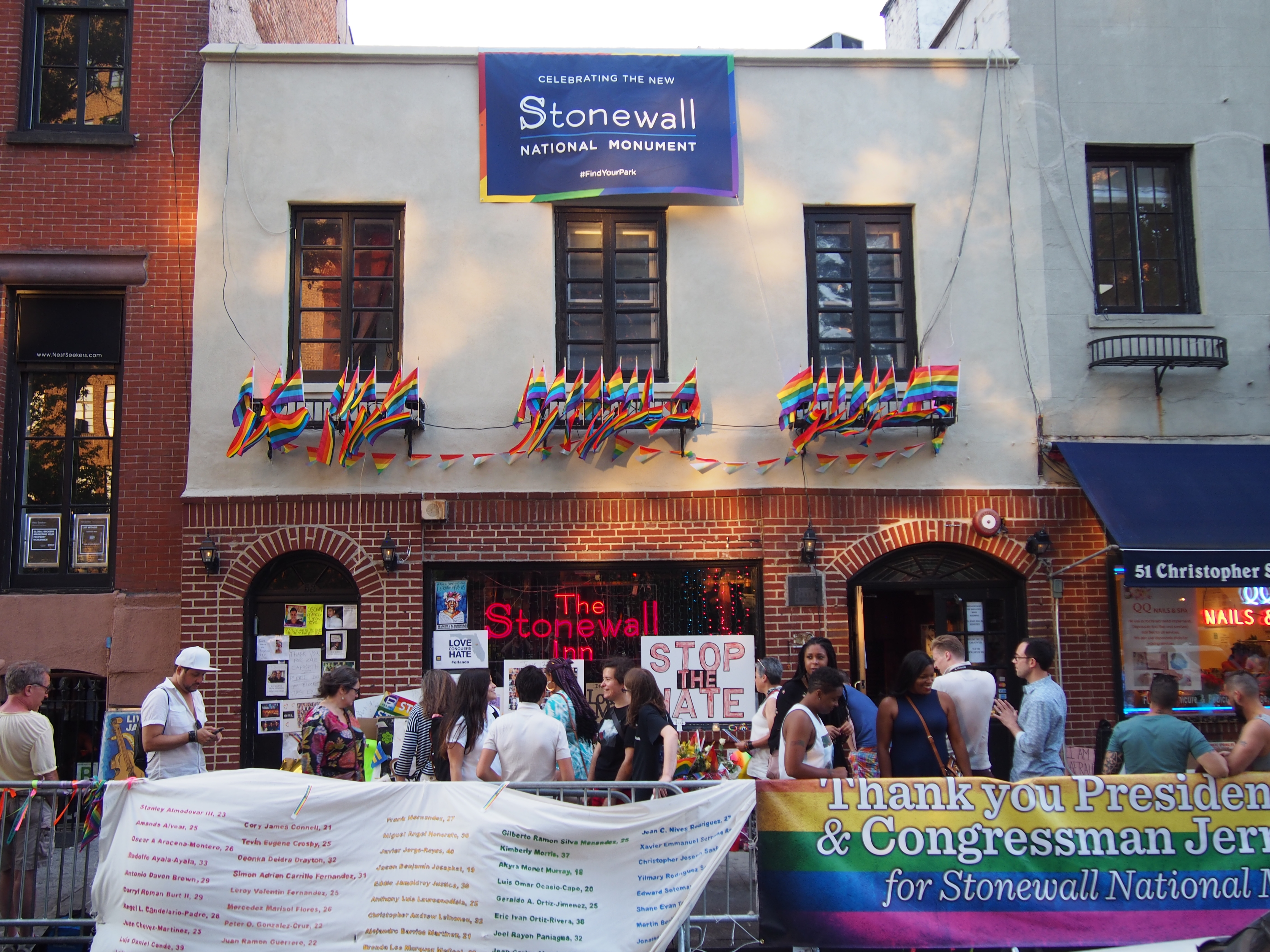
Bar Stonewall Inn in der Christopher Street 2016
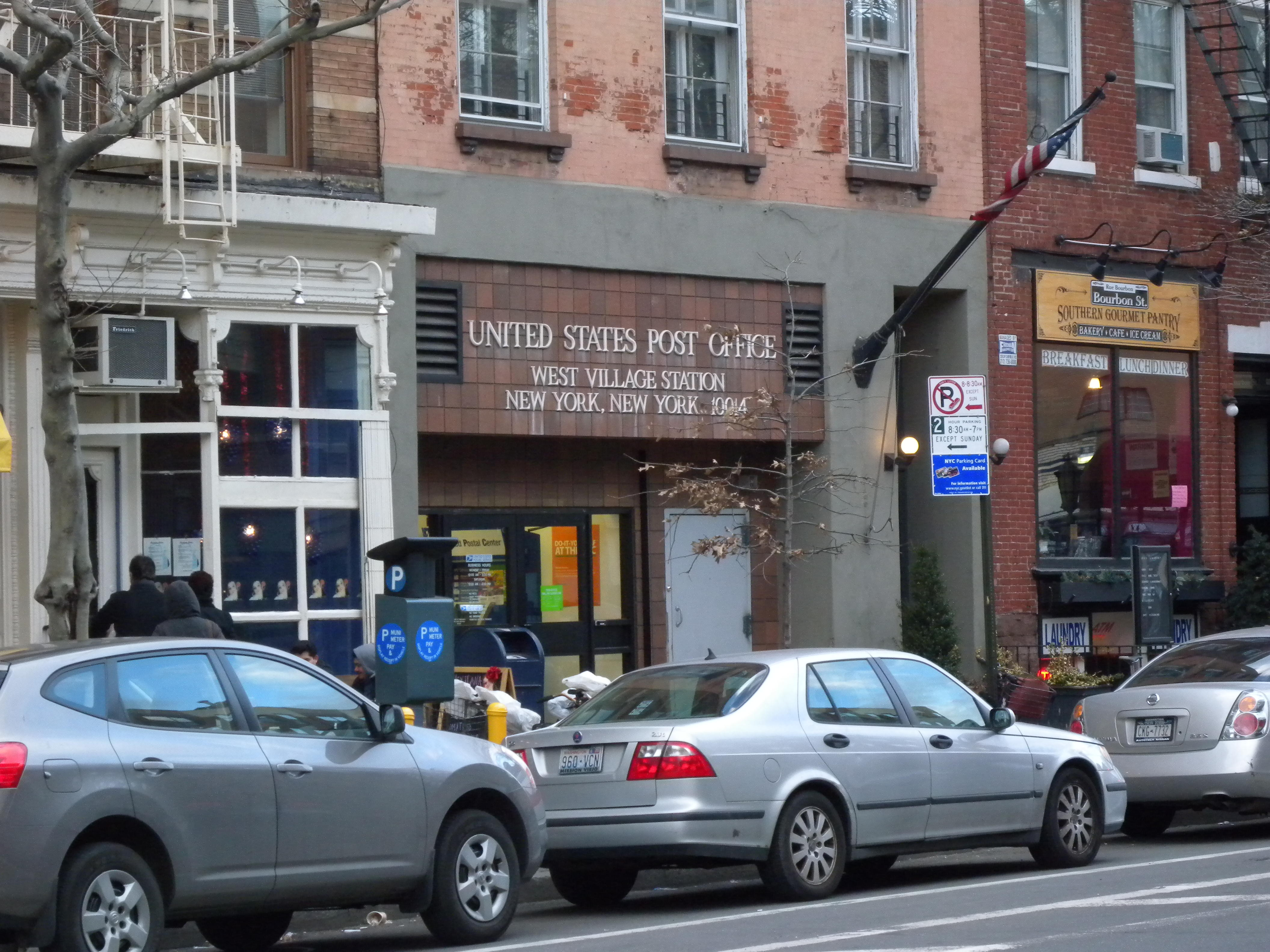
Post in der Hudson Street
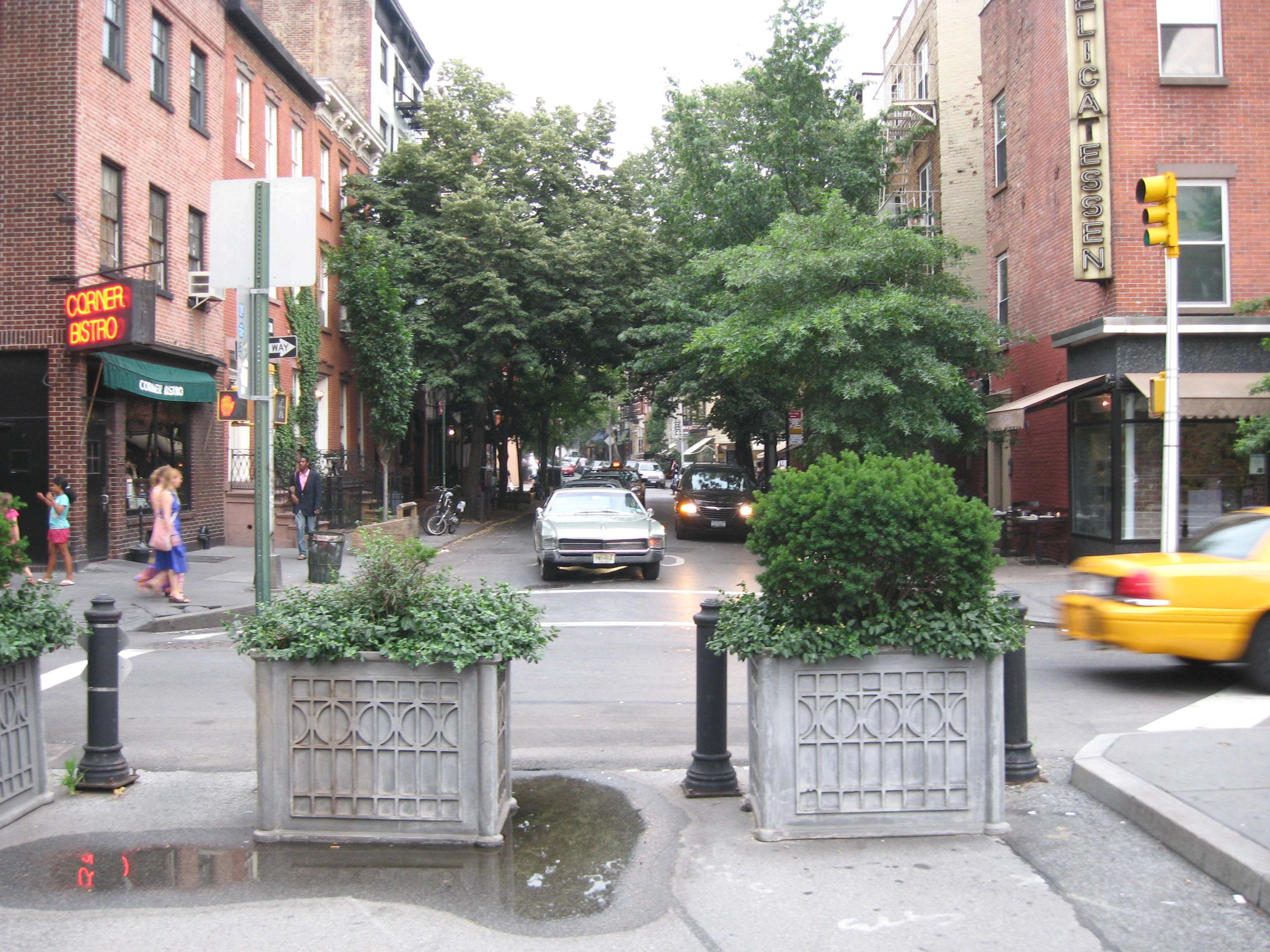
Blick von der 8th Avenue über die Jane Street in die W 4th Street
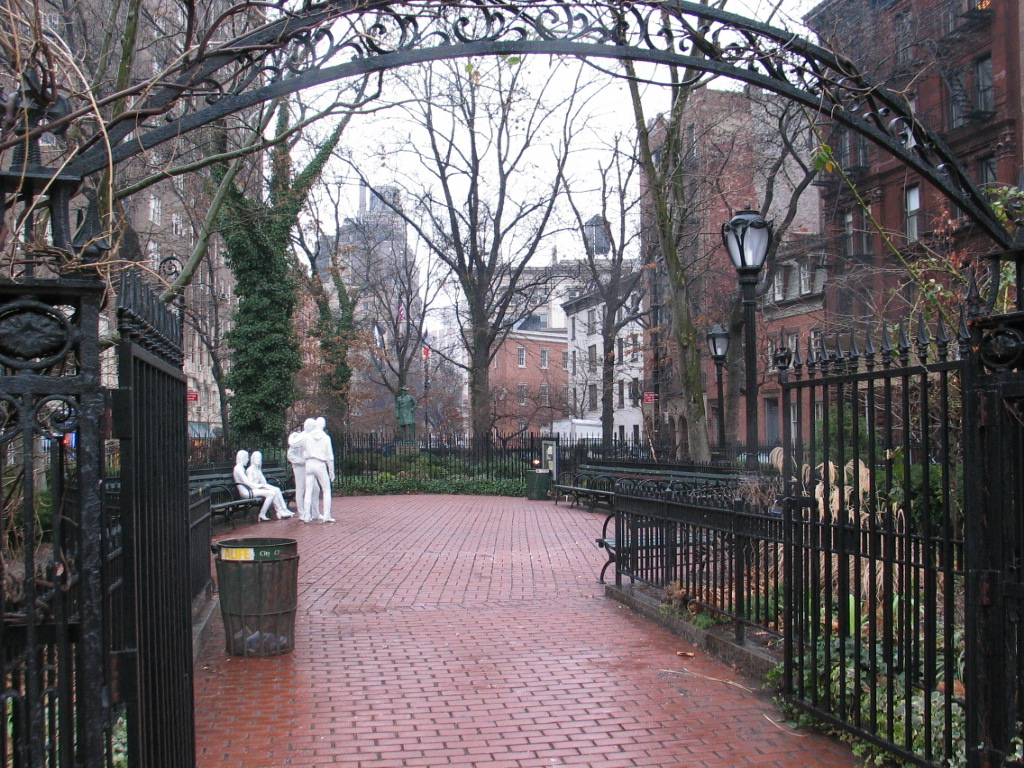
Der Christopher Park
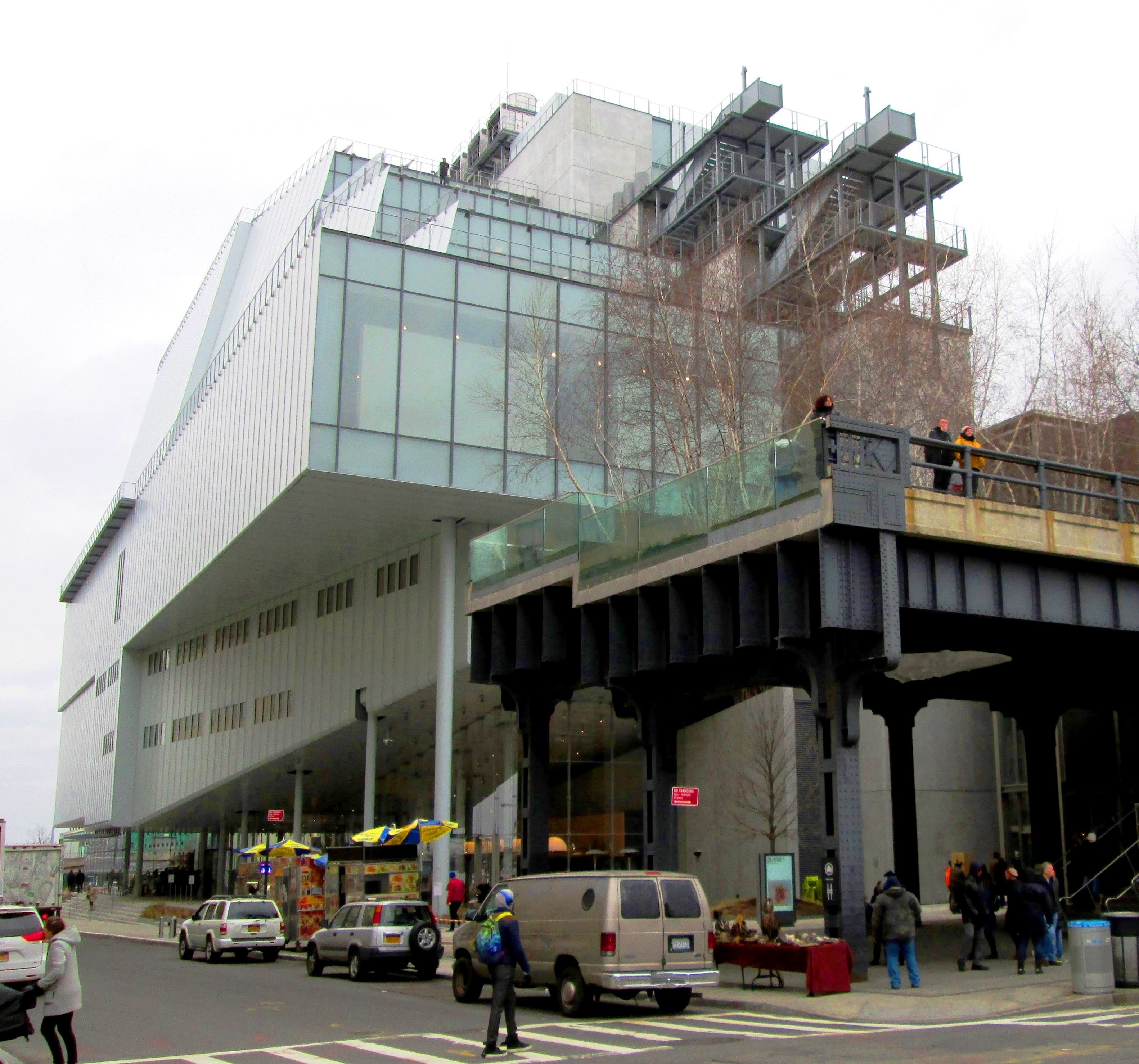
Whitney Museum und Beginn der High Line in der Gansevoort Street
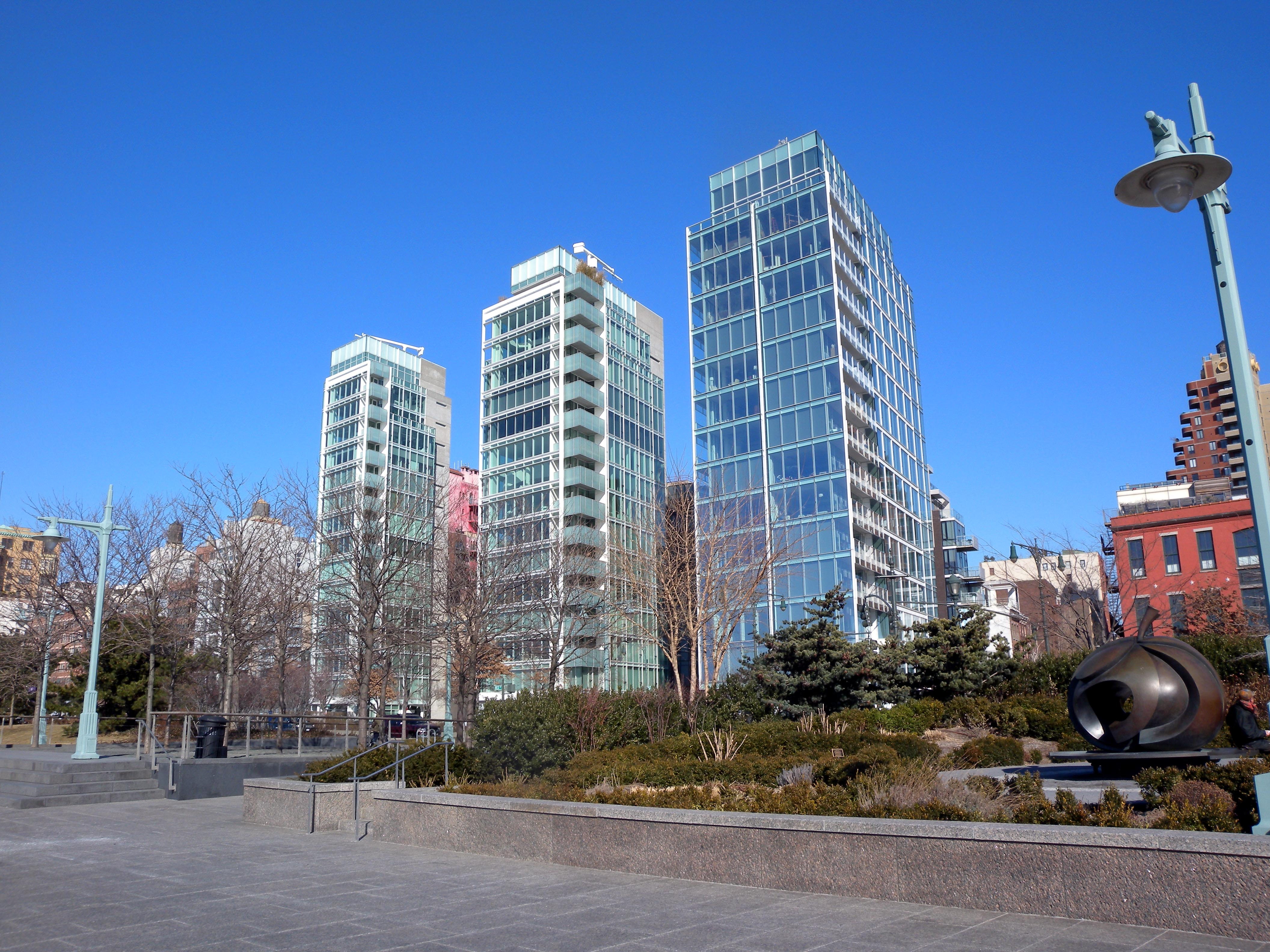
173–176 Perry Street in Far West Village am West Side Highway

## Sehenswürdigkeiten
- Jefferson Market Courthouse
- High Line
- Hudson River Park
- Church of St. Luke in the Fields
- Stonewall Inn
- Village Vanguard
- Westbeth Artists Community
- St. John’s Evangelical Lutheran Church
- Whitney Museum of American Art